# الزراهنة (فطناسة)
الزراهنة هو دُوَّار يقع بجماعة امطل، إقليم سيدي بنور، جهة الدار البيضاء سطات في المملكة المغربية. ينتمي الدوّار لمشيخة فطناسة التي تضم 14 دوار. يقدر عدد سكانه بـ 151 نسمة حسب الإحصاء الرسمي للسكان والسكنى لسنة 2004.

## روابط خارجية
- البوابة الوطنية للجماعات الترابية
- المندوبية السامية للتخطيط